# Abaco (cognome)
Abaco è un cognome di lingua italiana.

## Varianti
Abacco, Dall'Abacco, Dall'Abaco, Dell'Abaco.

## Origine e diffusione
Il cognome è tipicamente meridionale.
Potrebbe derivare dall'abaco, strumento comunemente utilizzato già in epoca antica; il termine è a sua volta derivato dal greco abax e dal latino abacus, "tavoletta per contare".

## Persone
- Francesco Abaco – architetto italiano
- Evaristo Felice Dall'Abaco – compositore e violoncellista italiano
- Joseph Abaco – violoncellista e compositore italiano